# Roland Scholl

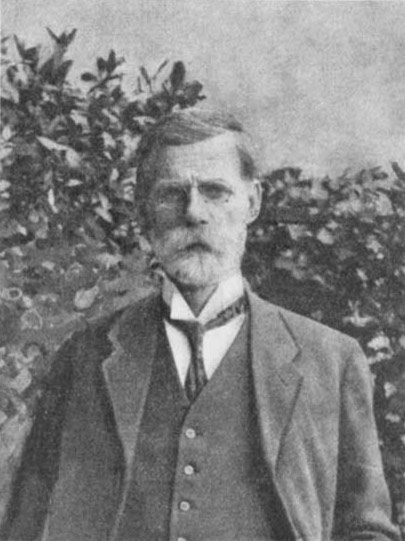
Roland Heinrich Scholl

Roland Heinrich Scholl (* 30. September 1865 in Zürich; † 22. August 1945 in Eilenburg) war ein deutscher, in Zürich geborener Chemiker. Sein Vater Adolf Scholl-Wislicenus, 1836 in Karlsruhe geboren, lebte später als Kaufmann in Zürich, wo er 1910 starb.

## Leben
Scholl studierte nach dem Abitur am Gymnasium in Zürich ab 1883 Chemie an der Universität Würzburg und am Eidgenössischen Polytechnikum in Zürich. Von 1887 bis 1893 war er Assistent in Zürich und promovierte 1890 an der Universität Basel. In Zürich lehrte er 1893 als Privatdozent und habilitierte sich 1894 am Polytechnikum Zürich, wo er anschliessend als Privatdozent tätig war.
An der Handelsakademie Zürich wurde Scholl im Jahr 1895 Lehrbeauftragter für Warenkunde und war gleichzeitig als Lehrbeauftragter für Chemie an der Tierarzneischule tätig. Im Jahr 1896 nahm er einen Ruf der TH Karlsruhe als ordentlicher Professor an. Im Jahr 1907 wurde er ordentlicher Professor für Chemie an der Universität Graz. Im Jahr 1914 wurde er zum Kriegsdienst eingezogen, aus dem er bereits 1916 entlassen wurde. Von 1916 bis 1934 lehrte er als Professor für Organische Chemie und Organisch-Chemische Technologie an der TH Dresden. Er war zu dieser Zeit auch Direktor des Organisch-Chemischen Laboratoriums der Hochschule und ab 1921 Vorstand der Chemischen Abteilung. 1920 wurde er als ordentliches Mitglied in die Sächsische Akademie der Wissenschaften aufgenommen. Er unterzeichnete im November 1933 das Bekenntnis der Professoren an den deutschen Universitäten und Hochschulen zu Adolf Hitler. Im Jahr 1940 erhielt er die Goethe-Medaille für Kunst und Wissenschaft. Er wurde auch zweimal für den Nobelpreis für Chemie nominiert.

## Wirken
Scholl galt bei seinen Mitarbeitern als gründlicher und kritischer Mensch. Zu Beginn seiner Tätigkeit untersuchte er die Struktur der Knallsäure und widerlegte dabei die von August Friedrich Kekulé von Stradonitz oder anderen vorgelegten Formeln. Ab 1903 betätigte sich Scholl mehr auf dem Gebiet der Küpenfarbstoffe, Indanthren und Flavanthren, unter anderem klärte er die Konstitution der Farbstoffe auf. Während der Arbeiten über die Flavanthrensynthese gelang die Herstellung des Pyranthron, dem ersten stickstoff- und schwefelfreien Küpenfarbstoff.
Durch Beschäftigung mit diesen kondensierten Ringsystemen schlug Scholl eine Nomenklatur vor, die es auf einfache Weise gestattet, diese Ringsysteme zu benennen. Mehr als 100 Veröffentlichungen kennzeichnen seinen Lebenslauf.
Nach Roland Scholl und Oscar Bally ist die Bally-Scholl-Reaktion benannt, welche die Synthese von Benzanthron aus Anthrachinon beschreibt.